# 韦凯尔德
韦凯尔德，是匈牙利豪伊杜-比豪尔州所辖的一个村。总面积7.41平方公里，总人口119，人口密度16.1人/平方公里（2011年1月1日）。